# Cryphia pulverulenta
Cryphia pulverulenta là một loài bướm đêm trong họ Noctuidae.